# Hystrichocampa
Hystrichocampa és un gènere de diplurs de la família Campodeidae.